# Geschichte der russischen Philosophie (Losski)
Die Geschichte der russischen Philosophie (mit englischem (Original-)Titel: History of Russian Philosophy) ist eine Darstellung der russischen Philosophie von N. O. Losski. Das Buch erschien in englischer Sprache, veröffentlicht 1951 in New York bei der International University Press und 1952 bei George Allen & Unwin in London (online). Auf Russisch wurde es 1954 in der UdSSR in einer limitierten Auflage mit dem Stempel „wird an eine spezielle Liste versandt“ («рассылается по особому списку») veröffentlicht, 1991 wurde es frei herausgegeben.
Das englischsprachige Buch ist in 27 Kapitel untergliedert.

## Einführung
Nikolai Losski beginnt die russische Philosophie mit der Annahme des Christentums im Jahr 988, was die Übersetzung griechischer Bücher zur Folge hatte, die oft philosophische Ideen enthielten (z. B. Isbornik Swjatoslawa). Diese Inkubationszeit des russischen philosophischen Denkens dauerte bis zur Zeit von Radischtschew, dessen Bücher „philosophische Bedeutung haben“. Nach der Verliebtheit in die Kirchenväter wandten sich die russischen Intellektuellen den Freimaurern und westlichen Philosophen zu.
Der Beginn des „unabhängigen philosophischen Denkens in Russland“ wird mit dem Aufkommen des Slawophilismus von Kirejewski und Chomjakow in Verbindung gebracht, die das Prinzip der Sobornost entwickelten. Ihnen standen die Westler (Tschaadajew, Belinski, Herzen) gegenüber, die nie über die Studentenphase hinauskamen. Während die Slawophilen W. S. Solowjow („der erste Vertreter der Sophiologie“) vorbereiteten, führten die Westler durch die Nihilisten (Bakunin, Pissarew, Tschernyschewski) und Positivisten zur Etablierung des dialektischen Materialismus (Deborin). Lossky meint, dass die russischen Nihilisten und Materialisten ihren selbstlosen Einsatz für ihre Ideale mit dem Begriff des „vernünftigen Egoismus“ (Разумный эгоизм) verbargen.
Solowjew führte zur Entstehung einer „Plejade von Philosophen“: die Brüder Trubezkoi (d. h. Sergei und Jewgeni), Sergei Bulgakow, Pawel Florenski, Nikolai Berdjajew, Lew Karsawin, Ilja Iljin, Georgi Florowski und andere. Lossky definiert die Philosophie Solowjews als „Philosophie der Ewig-Weiblichen“ (Sophia als Weltseele, Allgegenwart, Leib Christi und verwandelte Wirklichkeit), die durch Theosophie, Theokratie („gerechter Staat“) und Theurgie („mystische Kunst“) verwirklicht wird.
Lossky geht gesondert auf die philosophischen Ideen der symbolistischen Dichterin, die den wissenschaftlichen diskursiv-analytischen Ansatz kritisierten und glaubten, dass sich die Wirklichkeit in ganzheitlichen Symbolen offenbart, die die Idee umhüllen (Andrej Bely). So sieht Wjatscheslaw Iwanow das böse Prinzip in zwei Phasen: den positiv-energetischen Luzifer und den verzweifelten Ahriman. „Die Idee des Geschlechts“ als Unterscheidung zwischen männlich und weiblich regt die Phantasie von Mereschkowski und Rosanow an.
Losski schließt seine Untersuchung der russischen Philosophie mit einem Überblick über die Ansichten seines Sohnes Wladimir, der die ursprünglichen Ideen der „neopatristischen Synthese“ (Неопатристический синтез) fortsetzt, indem er die Probleme der apophatischen Theologie und der göttlichen Energien betont.
Im Allgemeinen hatte die russische Philosophie kein Glück. „Die Regierung“, schreibt Losski, „hielt philosophische Ideen für gefährlich und verfolgte die Philosophen“. Erst 1860 endete die Ära der Verfolgung, und in der Regierungszeit Alexanders III. schloss die russische Philosophie „zum westeuropäischen Denken auf“, aber die Intellektuellen waren mit den Problemen der „Einführung des Sozialismus“ befasst. Einen zweiten Aufschwung erlebte die russische Philosophie erst 1909, als die Sammlung Wegzeichen (Wechi) veröffentlicht wurde. Doch die Revolution von 1917 „zerstörte all dieses freie Aufblühen des geistigen Lebens“.
Bei der Beurteilung der russischen Philosophie zählt Losski die folgenden Merkmale zu den charakteristischen Merkmalen der russischen Philosophie:
- Realismus mit Elementen des Pantheismus
- Intuitivismus (eine der Formen der Intuition ist der Glaube), so dass der Realismus nicht in Naturalismus oder reinen Materialismus abgleitet.
- ethischer Personalismus, wobei Sophiologie und Sobornost verhindern, dass der Personalismus in einen subjektiven Idealismus ausartet.

## Kapitel
Titel und Stichworte
 I. Russian Philosophy in the Eighteenth Century and in the First Part of the Nineteenth Century 
 II. Slavophils 
1. I. Kireyevsky
2. A. Khomiakov
3. K. Aksakov – Y. Samarin[4]

 III. Westernizers 
1. P. Chaadaev
2. N. Stankevich
3. V. Belinsky
4. A. Hertsen

 IV. Russian Materialists in the Sixties – Nihilism 
1. M. Bakunin
2. N. Chernyshevsky
3. D. Pisarev
4. I. Sechenov

 V. Russian Positivists 
1. P. Lavrov – G. Virubov – E. de Roberty
2. N. Mihailovsky
3. K. Kavelin – M. Troitsky – N. Kareyev – N. Korkunov

 VI. Degeneration of Slavophilism 
1. N. Danilevsky
2. N. Strakhov – K. Leontiev

 VII. Precursors of Vladimir Soloviev 
1. P. Yurkevich – V. Kudriavtsev
2. N. Fedorov

 VIII. Vladimir S. Soloviev 
Wladimir Sergejewitsch Solowjow
 IX. Epistemology, Logic and Metaphysics in the Last Quarter of the Nineteenth Century 
1. B. Chicherin
2. N. Debolsky
3. P. Bakunin
4. M. Karinsky
5. N. Grot

 X. Princes S. and E. Trubetskoy 
1. S. Trubezkoi
2. E. Trubetskoy

 XI. The Russian Personalists 
1. A. Kozlov
2. L. Lopatin
3. N. Bugayev – P. Astafiev[5] – E. Bobrov[6]

 XII. The Russian Neo-Kantians 
1. A. Vvedensky
2. I. Lapshin[7]

 XIII. The Changing Mentality of Russian Intellectuals in the Beginning of the Twentieth Century 
 XIV. Father Pavel Florensky 
Pawel Alexandrowitsch Florenski
 XV. Father Sergius Bulgakov 
Sergei Nikolajewitsch Bulgakow
 XVI. N. Berdyaev 
Nikolai Alexandrowitsch Berdjajew
 XVII. The Intuitivists 
1. N. Lossky
2. S. Frank
3. A. Losev
4. D. Boldyrev – S. Levitsky[8]
5. V. Kozhevnikov

 XVIII. L. Karsavin 
L. Karsavin
 XIX. Studies in Logic 
 XX. Transcendental-Logical Idealismin Russia and Its Critic, V. Ern 
1. Representatives of Transcendental-Logical Idealism
2. Shestov's Irrationalism
3. V. Ern

 XXI. Scientist – Philosophers 
 XXII. Jurist – Philosophers 
 XXIII. Philosophical Ideas of Poet-Symbolists 
1. Andrei Belyi
2. V. Ivanov – N. Minsky
3. D. Merezhovsky
4. V. Rozanov

 XXIV. Dialectical Materialism in the U.S.S.R. 
1. Hegel's Dialectical Method
2. Dialectical Materialism

 XXV. The Influence of E. Mach and R. Avenarius on Marxists 
 XXVI. Recent Developments in Russian Philosophy 
1. S. Alexeyev (Askoldov)[9]
2. V. Szylkarski[10]
3. L. Kobilinsky[11]
4. B. Vysheslavtsev[12]
5. I. Ilyin
6. Father Vassili Zenkovsky
7. Father George Florovsky
8. V. Lossky

 XXVII. Characteristic Features of Russian Philosophy